# Eiger
Eiger – szczyt w Alpach Berneńskich o wysokości 3970 metrów n.p.m. Jest najbardziej znaną górą w historii alpinizmu ekstremalnego. Wraz z Mönchem i Jungfrau tworzy trio (Dreigestirn) wielkich szczytów w północnej części Berner Oberland w Szwajcarii. Jego północna ściana znana jest pod kilkoma nazwami: Eigerwand, Nordwand lub Mordwand (Mordercza Ściana) – ta ostatnia to nazwa, jaką zaczęto określać ją po wielu tragicznie zakończonych próbach jej zdobycia. Ma ona 1800 metrów wysokości i jest najwyższą spośród stromych ścian w Alpach i Europie. Ściana północna tworzy wraz z filarem Walkera na Grandes Jorasses i północną ścianą Matterhornu tzw. Tryptyk Alpejski. Jest też jedną z sześciu północnych ścian Alp (obok północnych ścian: Matterhornu, Grandes Jorasses, Petite Dru, Piz Badile i Cima Grande di Lavaredo) – ścian niezwykle trudnych i legendarnych wśród alpinistów.
W 1912 roku ukończono budowę kolejki zębatej na przełęcz Jungfraujoch (górna stacja na wysokości 3454 metrów n.p.m.), która biegnie przez kilka kilometrów we wnętrzu Eigeru. W dwóch miejscach zrobiono okna w północnej ścianie, umożliwiając obserwowanie jej z bliska. Pociąg zawsze się zatrzymuje w tych miejscach, aby turyści mogli skorzystać z punktów widokowych. Są to stacje „Eigerwand” (2865 metrów n.p.m.) i „Eismeer” (3150 metrów n.p.m.).
Pierwsze wejście: Charles Barrington oraz przewodnicy Christian Almer i Peter Bohren. 
11 sierpnia 1858 o trzeciej rano wyruszyli z Wengernalp. Nie wspinali się dzisiejszą, „drogą normalną”, lecz prawie ostrzem grani północno-zachodniej, i na wierzchołku stanęli tuż przed południem. Zeszli kuluarem i wzdłuż flanki gdzie dziś prowadzi normalna droga zejścia.

## Historia północnej ściany

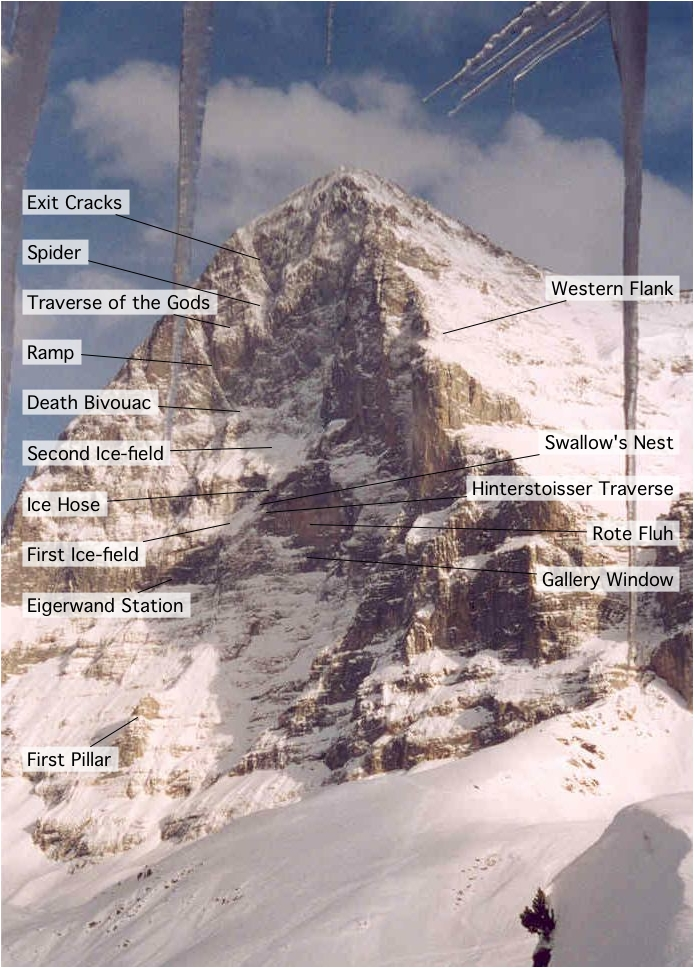
Północna ściana z opisem

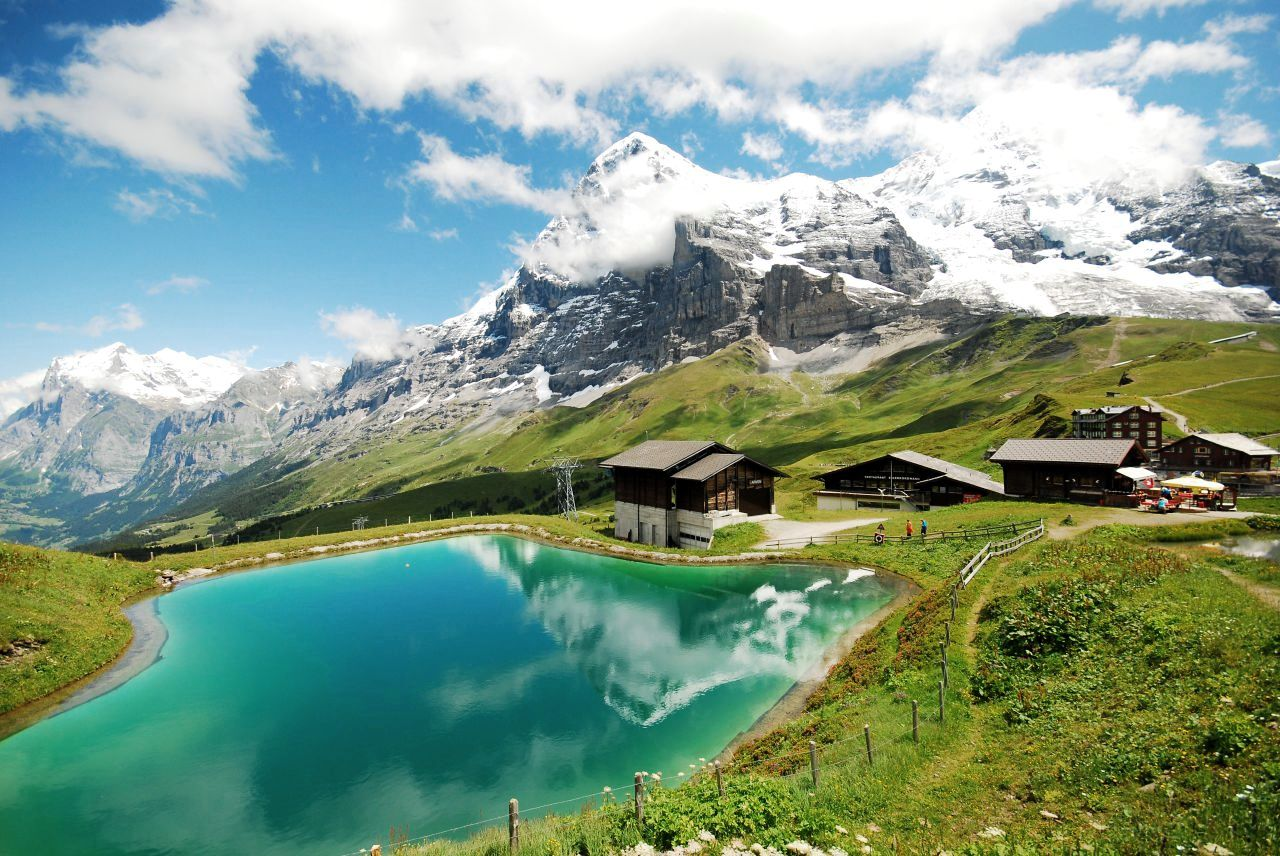
Widok z przełęczy Kleine Scheidegg

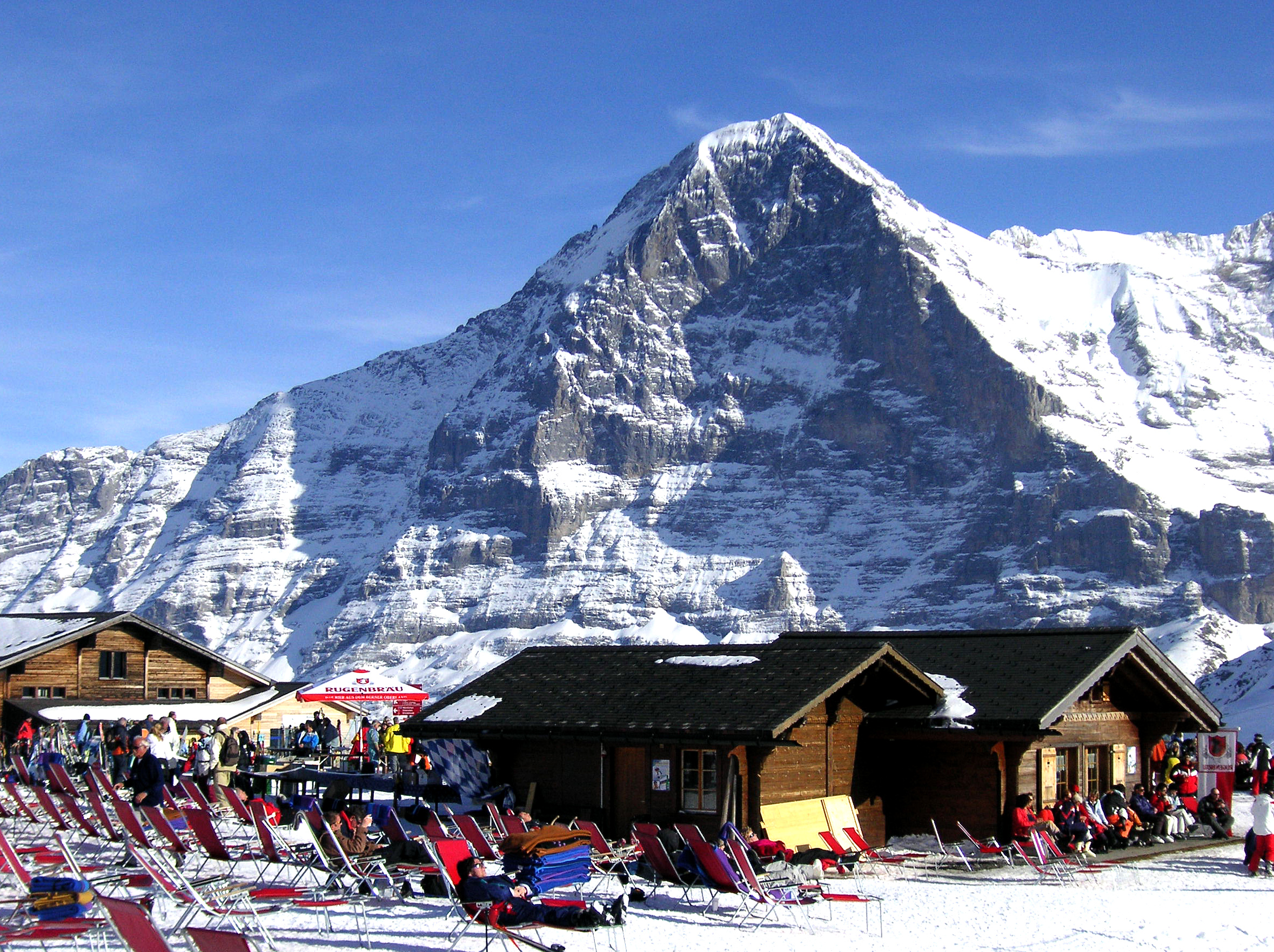
Północna ściana

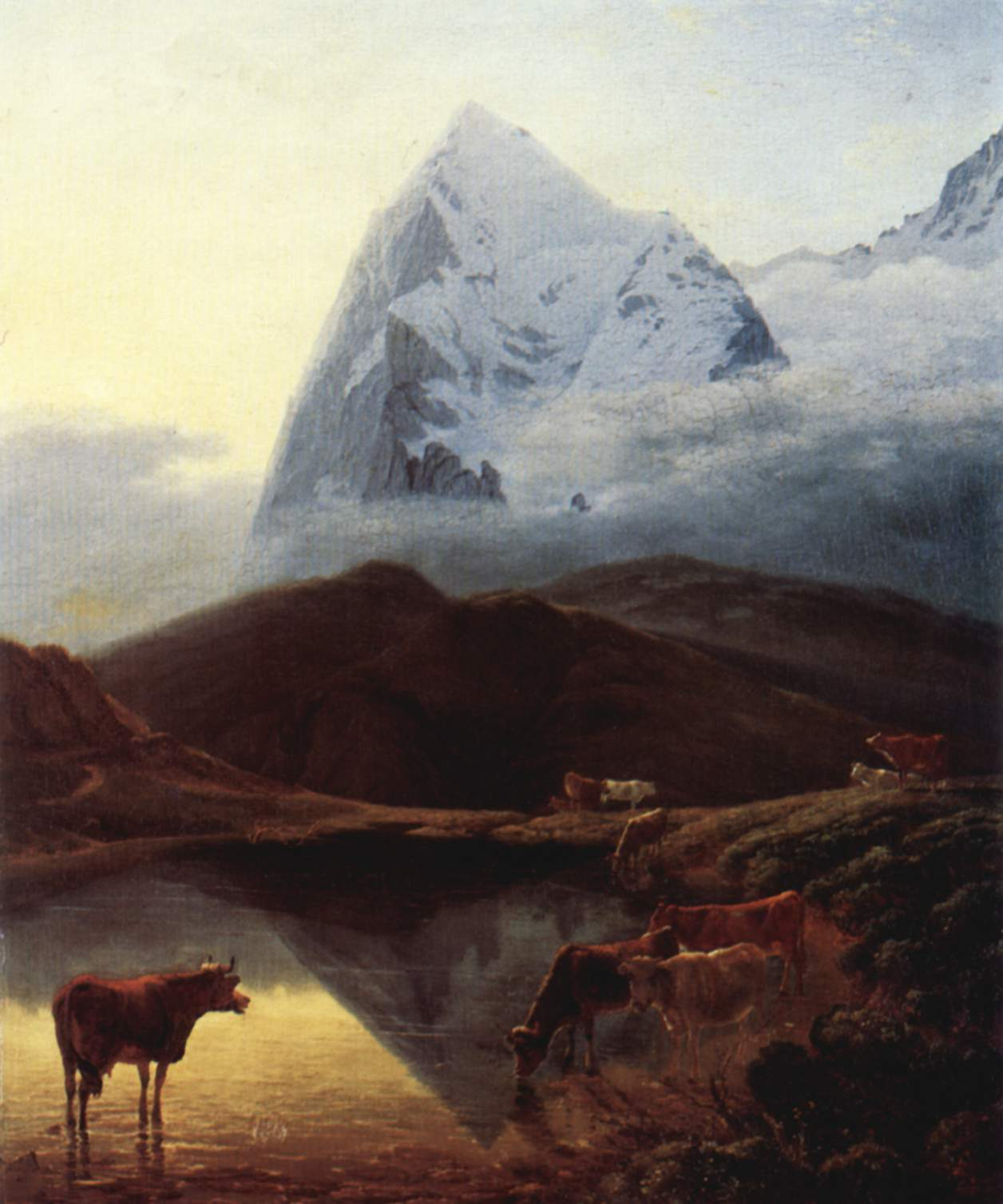
Eiger obraz autorstwa Maximiliena de Meuron z pierwszej połowy XIX wieku

Pierwsza próba zdobycia miała miejsce w 1934 roku. Podjęli ją Niemcy W. Beck i bracia G. i K. Lowinger, którzy dotarli na wysokość okna skalnego stacji Eigerwand. Próba zakończyła się wypadkiem, ale wszyscy wspinacze zostali uratowani przez wyprawę ratunkową, która weszła w ścianę ze stacji Eigerwand. 
Druga próba miała miejsce latem 1935 roku. Podjęli ją dwaj monachijczycy: Max Sedlmayer i Karl Mehringer. Wspinaczkę rozpoczęli o 2 w nocy 21 sierpnia. Ostatni raz widziano ich żywych 25 sierpnia. Sedlmayera odnaleziono 19 września. Zamarzł na stojąco na czubku tzw. „Żelazka”. Miejsce to od tego czasu nazwano „Biwakiem Śmierci”. Ciało Mehringera odnaleziono dopiero po 27 latach, we wrześniu 1962 na „Drugim Polu Lodowym”.
Kolejną próbę podjęli Austriacy Edi Rainer i Willy Angerer. 6 lipca 1936 roku weszli w ścianę, jednak z powodu złych warunków 7 lipca zeszli na dół. 18 lipca ponownie rozpoczęli wspinaczkę. W tym samym dniu także dwóch Bawarczyków próbowało zdobyć północną ścianę. Byli to Andreas Hinterstoißer i Toni Kurz. Już w ścianie postanowili połączyć siły z Austriakami – cała czwórka zaczęła się wspinać wspólnie jeszcze tego samego dnia. 21 lipca podczas wycofywania się zginęło trzech z nich, 22 lipca umarł Toni Kurz. 
11 sierpnia 1937 roku próbę podjęli Tyrolczyk Mathias Rebitsch i monachijczyk Ludwig Vörg. Dotarli najwyżej ze wszystkich, jednak załamanie pogody zmusiło ich do odwrotu i 14 sierpnia zeszli ze ściany.
Rano 21 czerwca 1938 roku ścianę zaatakowali dwaj Włosi: Bartolo Sandri i Mario Menti. Wieczorem rozpętała się burza. Obaj odpadli od ściany w okolicach „Trudnej Rysy”. Następnego dnia przewodnicy górscy u stóp ściany odnaleźli martwego Sandriego, a po kilku dniach w szczelinie brzeżnej ciało Mentiego. 
20 lipca 1938 roku wspinaczkę na ścianie rozpoczęli Anderl Heckmair i Ludwig Vörg. O drugiej w nocy 21 lipca 1938 roku w ścianę weszli czterej Austriacy: Heinrich Harrer i Fritz Kasparek, a za nimi Rudi Fraißl i Leo Brankowsky. Rano Heckmair i Vörg postanowili się wycofać, później tego samego dnia zrobili to też Fraißl i Brankowsky. O drugiej w nocy 22 lipca Heckmair i Vörg ponownie rozpoczęli wspinaczkę i jeszcze tego samego dnia dogonili Harrera i Kasparka. Dalej wszyscy wspinali się razem i 24 lipca o godzinie 15:30 stanęli na szczycie.
Kolejna próba miała miejsce dopiero 16 sierpnia 1946. Podjęli ją dwaj przewodnicy z Alp Berneńskich: Hans Schlunegger i Edwin Krähenbühl. Dotarli do górnego końca „Rampy”, jednak załamanie pogody zmusiło ich do wycofania się ze ściany już następnego dnia. 
Drugiego przejścia dokonali dwaj francuscy przewodnicy z Chamonix: Lionel Terray i Louis Lachenal. Zaatakowali ścianę po południu 14 lipca 1947, a na szczycie stanęli 16 lipca o godz. 14:15.
Trzecie przejście należy do Szwajcarów: Hans Schlunegger jego brat Karl Schlunegger oraz Gottfried Jermann zaatakowali ścianę 4 sierpnia 1947 o godzinie 2:30, a na wierzchołku stanęli 5 sierpnia o 16:25. Było to wówczas najszybsze przejście północnej ściany (38 godzin). 
Następni śmiałkowie zaatakowali ścianę dopiero 22 lipca 1950. Byli to wiedeńczycy Karl Reiss i Karl Blach. Dotarli do „Trudnej Rysy”, gdzie Blach odpadł od ściany. Reiss utrzymał go na linie, jednak Blach złamał sobie rękę i byli zmuszeni się wycofać. 
26 lipca 1950 koło godziny 2 próbę wejścia podjęli dwaj Austriacy Erich Waschak i Leo Forstenlechner. Wspinali się bardzo szybko i na wierzchołku Eigeru stanęli jeszcze tego samego dnia o godzinie 20:45. Było to czwarte przejście w ogóle, a pierwsze przejście jednodniowe, wówczas najszybsze (18 godzin). 
W 1957 roku na północnej ścianie rozegrała się tragedia, która kosztowała życie trzech wspinaczy, jednak dokładny przebieg wydarzeń nie został nigdy dokładnie wyjaśniony. Uczestnikami byli dwaj Włosi Stefano Longhi i Claudio Corti oraz dwaj Niemcy Günther Nothdurft i Franz Mayer. Włosi weszli w ścianę rano 3 sierpnia i od razu pobłądzili. Jak się później okazało byli kompletnie nieprzygotowani jeśli chodzi o topografię ściany. Prawidłową drogę odnaleźli prawdopodobnie 4 lub 5 sierpnia i spotkali się z Niemcami, którzy weszli w ścianę najprawdopodobniej 5 sierpnia. Dalsze wydarzenia są jeszcze bardziej niejasne. Oba zespoły obserwowane były przez lunety, jednak widok często przesłaniały chmury, a zespoły poruszały się nie wiadomo dlaczego bardzo wolno. Później wydarzyły się dwa wypadki z udziałem Włochów. Ruszyła akcja ratunkowa, w której brali udział m.in. polscy alpiniści uczestniczący w obozie wspinaczkowym w Grindelwaldzie (Jerzy Hajdukiewicz, Helena Hajdukiewicz, Krzysztof Berbeka, Tadeusz Nowicki, Adam Skoczylas, Zbigniew Skoczylas, Tadeusz Rogowski, Zbigniew Rubinowski, Karol Jakubowski, Antoni Wala i Jerzy Wala. Przy okazji akcji ośmiu z nich zdobyło szczyt wchodząc Zachodnią Flanką). Ostatecznie Corti został uratowany 11 sierpnia i to głównie na jego słowach opierano się na początku. Jak się jednak później okazało, zawierały one sporo nieścisłości i sprzeczności z tym co przez te dni obserwowano przez lunety, oraz z samolotów i z wykonanymi zdjęciami, a sam Corti napisał kilka sprawozdań, które w bardzo istotny sposób się różniły i zawierały wiele sprzeczności. Longi zmarł w ścianie 12 sierpnia, natomiast obaj Niemcy zaginęli. Ich ciała odnaleziono dopiero 22 września 1961 roku po zachodniej stronie góry, co oznaczało, że pokonali ścianę. Było to więc czternaste przejście, jednak jego autorzy nigdy z tej wyprawy nie powrócili. Nie udało się też ustalić w jaki sposób umarli.
Pierwsze przejście w zimie miało miejsce 6–12 marca 1961. Było to jednak przejście na raty, gdyż alpiniści zeszli ze ściany do tunelu kolejki na stacji Eigerwand i po pewnym czasie kontynuowali wspinaczkę właśnie od tego miejsca. Autorami tego przejścia byli Toni Hiebeler, Andreas Mannhardt, Toni Kinshofer i Walter Almberger. Jednocześnie było to osiemnaste przejście w ogóle.
30 sierpnia 1961 ścianę zaatakowali dwaj Czechosłowacy Radovan Kuchař i Zdeno Zibrín. Na szczycie stanęli 2 września o 8 rano. Było to dziewiętnaste przejście północnej ściany.
W 1961 roku Klub Wysokogórski zorganizował wyjazd 4-osobowej grupy w Alpy z zadaniem zdobycia Eigeru właśnie północną ścianą. W skład grupy wchodzili: Stanisław Biel, Jan Mostowski, Jan Długosz i Czesław Momatiuk. 
W dniach 31 sierpnia – 2 września przeszli ścianę Stanisław Biel i Jan Mostowski, a wraz z nimi dwóch Szwajcarów Kurt Grütter i Sepp Inwyler oraz Niemiec Alois Strickler i Austriak Leo Schlömmer. Wspinaczkę zaczęli 31 sierpnia o godzinie 3.45, a na szczycie stanęli 2 września o godzinie 18.30, czyli 10,5 godziny po zespole czechosłowackim. Było to pierwsze polskie przejście północnej ściany, a dwudzieste w ogóle.
W dniach 2–3 sierpnia 1963 miało miejsce pierwsze solowe przejście północnej ściany. Dokonał tego Michel Darbellay.
Dramatyczne wydarzenia miały miejsce podczas przejścia zimowej direttisimy. 25 lutego 1966 próbę podjęły dwa zespoły: niemiecki – Karl Golikow, Peter Haag, Siegfried Haupfauer, Roland Votteler, Jörg Lehne, Rolf Rosenzopf, Günter Schnaidt i Günter Strobel, oraz brytyjsko-amerykański – Chris Bonington, John Harlin II, Dougal Haston, Layton Kor i Don Whillans. 22 marca odpadł od ściany i zginął John Harlin. Z powodu bardzo trudnych warunków (−40° C i huraganowe wiatry) część alpinistów wycofała się. 25 marca szczyt zdobyli kompletnie wyczerpani: Dougal Haston, Jörg Lehne, Günter Strobel, Roland Votteler i Siegfried Haupfauer.
28–31 lipca 1968 nową drogę północnym filarem poprowadzili Polacy Krzysztof Cielecki, Tadeusz Łaukajtys, Ryszard Szafirski i Adam Zyzak.
W 1969 letnią direttisimę biegnącą od „Trudnej Rysy” wprost na wierzchołek przez najbardziej spiętrzoną prawą część ściany poprowadzili Japończycy Takio Kato, Yasuo Kato, Susumo Kubo, Hirofumi Amano i kobieta Michiko Imai. Zajęło im to 32 dni (15.07. – 15.08.).
W dniach 19–27 stycznia 1970 drugiego przejścia zimowego, a zarazem pierwszego bez korzystania z tunelu stacji kolejki dokonali Japończycy Masaru Morita, Masaru Okabe, Yuji Hattori i Tetsuo Komiyama.
W dniach 1–4 marca 1978 Andrzej Czok, Walenty Fiut, Janusz Skorek i Jan Wolf dokonali pierwszego polskiego zimowego przejścia północnej ściany. Było to wówczas najszybsze zimowe przejście. 
Północna ściana stała się w ostatnich latach areną przejść na czas. 
W roku 1983 Austriak Thomas Bubendorfer pokonał ją w 4 godziny 50 minut. 
24 marca 2003 Włoch Christoph Hainz pokonał ścianę w 4 godziny 30 minut.
21 lutego 2007 Szwajcar Ueli Steck wspiął się nią na szczyt w 3 godziny 54 minuty, a 13 lutego 2008 zrobił to w 2 godziny 47 minut 33 sekundy. 
20 kwietnia 2011 Szwajcar Dani Arnold przeszedł północną ścianę w czasie 2 godziny 28 minut. 17 listopada 2015 Ueli Steck przeszedł ścianę w 2 godziny 22 minuty 50 sekund.

## Eiger w literaturze
O zdobywaniu północnej ściany Eigeru można przeczytać w następujących książkach:
- Jon Krakauer: Eiger wyśniony (ang. Eiger dreams: ventures among men and mountains, wydanie polskie: Mayfly, 2010, ISBN 978-83-929483-7-7
- Heinrich Harrer: Biały pająk (niem. Die Weiße Spinne. Das große Buch vom Eiger), wydanie polskie: Stapis, 2000, ISBN 83-85145-06-0
- Gaston Rébuffat: Gwiazdy i burze (fr. Etoiles et tempêtes, Editions Arthaud, 1954), wydanie polskie: Sport i Turystyka, 1962, Warszawa
- Joe Simpson: Zew ciszy (ang. The Beckoning Silence, 2003, ISBN 0-09-942243-3), wydanie polskie: 2005, ISBN 83-88212-44-3
- Simon Mawer: Upadek (ang. The Fall), wydanie polskie: Świat Książki, Warszawa 2004, ISBN 83-7311-838-1
- Radovan Kuchař: Dziesięć wielkich ścian (cze. Deset velkých stěn)
- Lionel Terray: Niepotrzebne zwycięstwa (fra. Les Conquérants de l'inutile) wydanie polskie – Sport i Turystyka, 1975

## Eiger w filmie
- Grat zum Himmel, 1948
- Północna ściana Eigeru, RFN 1959
- Północna ściana Eigeru w zimie, RFN 1960
- Północna ściana Eigeru w zimie 2, RFN 1961
- Sein bester Freund w bazie IMDb (ang.), RFN 1962
- Akcja na Eigerze (tytuł oryginalny: The Eiger Sanction), USA 1975
- Der Weg ist das Ziel – Die Eiger-Nordwand-Tragödie 1936, RFN 1981
- Eiger Nordwand Live – Live-Besteigung der Eiger-Nordwand, Szwajcaria 1999
- The Alps – nakręcony w technologii IMAX, 2007
- Zew ciszy, Wielka Brytania 2007
- Nordwand, Niemcy, Austria, Szwajcaria 2008

## Niektóre źródła i linki zewnętrzne
- wspinanie.pl, Historia Eigeru – ściana północna. Cz. 1 (Dostęp 23 marca 2010)
- Drogi północnej ściany Eigeru – Cz. 2 (Dostęp 23 marca 2010)
- wspinanie.pl, Eiger a sprawa polska. Cz. 3 (Dostęp 23 marca 2010)
- Eiger na SummitPost (ang.) (Dostęp 23 marca 2010)
- Eiger na Peakware. peakware.com. [zarchiwizowane z tego adresu (2009-01-23)]. (ang.). (Dostęp 23 marca 2010)
- Marco Bomio: Eigerkronik 1858–2008. marcobomio.ch. [zarchiwizowane z tego adresu (2013-07-07)]. (niem.)., ilustrowana kronika wspinaczek na Eigerze (Dostęp 23 marca 2010)